# Anselm av Laon
Anselm av Laon, född cirka 1050 i Laon, död där 15 juli 1117, var en fransk skolastisk filosof och teolog. Bland hans studenter fanns Pierre Abélard, Gilbert de la Porrée och Vilhelm av Champeaux. Anselms magnum opus är bibelkommentaren Glossae Interlineares.